# RFA Tidesurge (A138)
El buque tanque RFA Tidesurge (A138) es el tercer buque de la clase Tide construida para la Royal Fleet Auxiliary (RFA). Fue asignado en 2018.

## Construcción y características
Fue construido por Daewoo Shipbuilding Marine Engineering de Geoje, Corea del Sur. Como tercero de su clase, se unió a la marina de guerra en 2018.

## Historia de servicio
En 2022 el RFA Tidesurge cumplió su primer reabastecimiento junto al buque tanque comercial, Maersk Peary.